# Edith Volckaert
Edith Volckaert est une violoniste belge née à Gand le 27 août 1949 et morte le 2 juillet 1992.

## Biographie
Remarquée pour ses dons précoces, Edith Volckaert reçut à l'âge de six ans une importante bourse d'études, avec laquelle elle fut formée en privé par Carlo Van Neste, qui restera durant toute sa formation son seul professeur. À l'âge de 15 ans elle remporte le premier prix de violon et d'interprétation en musique contemporaine suisse, au concours du Lycéum de Suisse à Berne. En 1971, elle avait été lauréate du Concours musical international Reine Élisabeth de Belgique, classée cinquième lors de l'épreuve finale. Elle a remporté de belles récompenses à de nombreux concours, comme le concours Tibor Varga, le concours Mozart, le concours de l'Unesco et, à 19 ans, la bourse Pro Civitate, le concours de musique du Crédit Communal ou le premier prix du festival de Taormine en Sicile.
Elle était professeur au Conservatoire royal de Bruxelles, mais en 1978 elle renonce à l'enseignement, pour se donner entièrement à son activité de soliste. Parmi ses partenaires en musique de chambre figure un autre lauréat du concours reine Élisabeth, Jean-Claude Vanden Eynden. Elle jouait sur un violon attribué à Giovanni Paolo Maggini de 1620, instrument dont joue maintenant la violoniste baroque Stéphanie de Failly.